# マーチ・821
マーチ・821 (March 821) は、マーチが1982年のF1世界選手権用に開発したフォーミュラ1カー。RAMレーシングが使用し、ポイントを獲得することはできなかった。821は5台が製作された。そのモデル名にもかかわらず、伝統的なレーシングカービルダーであるマーチ・エンジニアリングとは技術面での関係がない。

## 背景
マーチ・821はRAMレーシングの依頼によって開発された。
RAMレーシングは様々なカテゴリーで1975年から活動しているイギリスのレーシングチームだった。1970年代後半にチームはその焦点をオーロラAFXフォーミュラ1シリーズ（F1レギュレーションに従って開催されていたイギリス国内選手権）に合わせて活動していた。1980年シーズンにはタイトルを獲得している。RAMは1976年、1977年、1980年のF1世界選手権にスポット参戦している。このときは純粋なカスタマーチームとしてブラバム、マーチ、ウィリアムズの車両をリースまたは購入しての参加だった。1980年にエミリオ・デ・ヴィロタを擁してオーロラシリーズのタイトルを獲得した後、チームはF1世界選手権にステップアップした。
オーロラシリーズとは異なり、F1世界選手権への参戦はチーム独自のマシンを設計する必要があった。RAMは十分なリソースを持たないため、イギリス人デザイナーのロビン・ハードと手を結ぶ。ハードはマーチ・エンジニアリングの創設者の一人で、株式を多数保有していた。ハードとRAMは1980年秋にマーチ・グランプリを設立するが、これはマーチ・エンジニアリングとは関係の無い独立した組織であった。マーチ・エンジニアリングは当時F2マシンの802や812を製造していたが、そこからの技術移転はなかった。ハードは1981年用のマシン、811を設計したが、これはウィリアムズ・FW07をコピーした物に過ぎず、戦闘力も無かった。RAMのジョン・マクドナルドは「クソの山だ」と評している。1981年シーズンの終わりにハードはチームを去り、RAMはマーチ・グランプリの機材を引き継ぎ、自らの展望の下に1982年シーズンに臨むこととなった。チームは実質的に分裂したにもかかわらず、マーチの名で引き続いてエントリーした。これに従って、82年型のマシンもマーチ・821と命名されたが、以前からのマーチとは本質的につながりが無かった。
元レーサーのガイ・エドワーズの仲介によってRAMはスポンサーにロスマンズを獲得、十分な資金を準備していた 。しかしながら、ロスマンズはチームのパフォーマンスに満足せず、夏にはスポンサーを取りやめた。

## 開発
マーチ・821の主任デザイナーはエイドリアン・レイナードだった。レイナードは1973年から自らの会社セイバー・オートモーティブとレイナード・モータースポーツでレース活動を行っていた。1981年に彼はロビン・ハードをサポートするためRAMレーシングのテクニカルアドバイザーに就任した。1981年末にはテクニカルディレクターとなる。821はレイナードが設計した初のフォーミュラ1カーであった。
マーチ・821は昨年のマシン811の進化型であった。コンセプトとして、821は1979年と1980年に成功したウィリアムズ・FW07のラインを引き継いでいた。821は811より軽量化し最小許容重量の585kgであったが、ライバルチームの多くの車両とは異なりバラストを搭載しても車のバランスに影響を与えなかった。
開発の進むターボエンジンを搭載した上位の他車に対し、RAMはN.Aエンジンしか持たなかった。821は前作から引き続いてコスワース DFVを搭載した。そのため、パフォーマンスは他チームに対してますます差が大きくなった。DFVエンジンはエンジンチューナーにもよるが490馬力から530馬力を発揮したが、ターボエンジンは1982年シーズンですでに560馬力（ハート）から600馬力（フェラーリ、ルノー）を発揮していた。
エイドリアン・レイナードは1982年春にロスマンズによる資金を元に風洞実験を含む体系的な開発プログラムを進めようとした。しかし、このプログラムは放棄された。チームマネージャー、ジョン・マクドナルドはロスマンズが素晴らしい結果をすぐに求めていたと回顧する。「彼らは私たちに資金を与え、私たちが数週間の内に上位に行くことを期待した。金はそのために支払われた。」しかしドライバーのヨッヘン・マスは「マクドナルドとチームのスタッフはロスマンズからの資金を受け取り、前年からの借金を支払った。」と語る。ロスマンズは1982年6月にチームから手を引き、車の開発は「仮想停止となった」ことを意味した。
もう一つの問題はタイヤの供給だった。RAMはシーズン始めからピレリ製タイヤを使用したが、それは無償で供給された。1982年春のプライベートテスト後、エイヴォン製タイヤの方が優れていることが判明し、RAMはモナコで有料のエイヴォンタイヤを使用することを発表した。これはスポンサーからの圧力に屈したマクドナルドの混乱した決定であった。エイヴォンは数日後にF1からの撤退を発表した。マクドナルドはエイヴォンタイヤのストックをかき集めて購入し、チームは秋からそれを使用した。しかしそのタイヤには競争力が無いことが判明する。エイヴォンのレベルは1982年1月から進歩しておらず、ピレリはシーズンを通して開発を進め、競争力は向上していた。シーズン最終戦、RAMはタイヤをピレリに戻している。

## 製造
マーチ・821は5台が製作された。それぞれのシャシーナンバーは前年の811に引き続いたものであった。821の最初のシャシーナンバーはRM07である。
RM08、RM09、RM10、RM11はRAMのワークスチームで使用された。RM07は1982年春にエミリオ・デ・ヴィロタに貸与され、彼は自身のチーム、LBTから5戦に参加した。デ・ヴィロタが撤退した後、RM07はRAMのスペアカーとなった。
| グランプリ   | 821 RM07               | 821 RM08       | 821 RM09         | 821 RM10                        | 821 RM11                          |
| ------------ | ---------------------- | -------------- | ---------------- | ------------------------------- | --------------------------------- |
| 南アフリカ   | ラウル・ボーセル       | ヨッヘン・マス |                  |                                 |                                   |
| ブラジル     |                        | ヨッヘン・マス | ラウル・ボーセル |                                 |                                   |
| アメリカ西   |                        | ヨッヘン・マス | ラウル・ボーセル |                                 |                                   |
| サンマリノ   |                        |                |                  |                                 |                                   |
| ベルギー     | エミリオ・デ・ヴィロタ | ヨッヘン・マス | ラウル・ボーセル |                                 |                                   |
| モナコ       | エミリオ・デ・ヴィロタ | ヨッヘン・マス | ラウル・ボーセル |                                 |                                   |
| デトロイト   | エミリオ・デ・ヴィロタ | ヨッヘン・マス | ラウル・ボーセル |                                 |                                   |
| カナダ       | エミリオ・デ・ヴィロタ | ヨッヘン・マス | ラウル・ボーセル | ラウル・ボーセル                |                                   |
| オランダ     | エミリオ・デ・ヴィロタ |                |                  | ラウル・ボーセル                | ヨッヘン・マス                    |
| イギリス     |                        |                |                  | ラウル・ボーセル                | ヨッヘン・マス                    |
| フランス     |                        |                |                  | ラウル・ボーセル ヨッヘン・マス | ヨッヘン・マス                    |
| ドイツ       | ラウル・ボーセル       |                |                  |                                 | ヨッヘン・マス ルパート・キーガン |
| オーストリア | ラウル・ボーセル       |                |                  |                                 | ルパート・キーガン                |
| スイス       | ラウル・ボーセル       |                |                  |                                 | ルパート・キーガン                |
| イタリア     | ラウル・ボーセル       |                |                  |                                 | ルパート・キーガン                |
| ラスベガス   |                        |                |                  | ルパート・キーガン              | ラウル・ボーセル                  |

## レース戦績
マーチ・821は、ジョン・マクドナルドのファクトリーチームだけでなく、カスタマーのLBTチーム・マーチ (de: LBT Team March)も使用した。いずれのドライバーもポイントを獲得することはなかった。

### フォーミュラ1
マーチ・グランプリ・チーム
1982年シーズン開始時、チームはロスマンズがスポンサーとなりロスマンズ・グランプリ・マーチとしてエントリーしていた。ドライバーはヨッヘン・マスと、ラウル・ボーセルが起用された。エイドリアン・レイナードは遡って考えるとこの決定が間違いであったことに気づいた。マスはその年齢（開幕時35歳）が懸念された。一方ルーキーのブラジル人ドライバー、ボーセルは前年のF3参戦からF2を飛び級してのF1デビューであり、経験が足りていなかった。
マスはチームがボイコットしたサンマリノと、モナコを除く全戦で予選通過した。予選最高位はデトロイトの18位で、決勝は7位とこれもシーズン最高位であった。第2戦のブラジルでは10位でフィニッシュしたが、ブラバムのネルソン・ピケとウィリアムズのケケ・ロズベルグの2台が水タンクで車重を調節していたことで失格となり、繰り上げで8位となった。続く第3戦のアメリカ西グランプリでもマスは9位でフィニッシュしたが、フェラーリのジル・ヴィルヌーヴが規定外のリアウィングを使用していたことで失格となり、8位に繰り上がった。第5戦ベルギーGPの予選終盤において、アタックを終えスロー走行をしていたマスと、タイムアタックをしていたヴィルヌーヴがS字で遭遇。マスに責任は無かったが、ヴィルヌーヴの死亡事故に関与してしまう。第11戦のフランスでは11周目にアロウズのマウロ・バルディと接触、マスの821はスピンしてバリアに突っ込み観客席に上下反転して落下、火災が発生した。821のロールバーは最初の衝撃で壊れ、マスのヘルメットは割れた。マスはマシンの中に取り残されたが、直ちに脱出した。何名かの観客が軽傷を負った。次戦のドイツでは金曜プラクティスに現れたものの、痛みのため出場を取りやめ、マスはそのままF1から引退した。
残り5戦、マスに代わってルパート・キーガンが起用された。キーガンは2戦で予選落ちし、その内の1つはデビューのドイツグランプリであった。彼が完走したのは最終戦のラスベガスのみで、トップから3週遅れの12位となった。
ボーセルは予備予選落ちが1回、予選落ちが4回であった。予選の最高位はブラジルの17位で、予選順位は総じてチームメイトのマスを上回った。しかしながら完走は4回で、最高位はベルギーの8位、これはマクラーレンのニキ・ラウダが失格したことで繰り上がった結果であった。第8戦カナダではオゼッラのリカルド・パレッティの死亡事故が発生したが、ボーセルはこれに関与していた。スタート時にフェラーリのディディエ・ピローニがエンジンストールで立ち止まる。多くのドライバーはこれを避けたが、ボーセルは反応が遅れてこれに接触、そのため後方にいたパレッテイは視界が遮られ、減速せずにピローニのフェラーリに追突した。
LBTチーム・マーチ
エミリオ・デ・ヴィロタは自らのチーム、LBTチーム・マーチから5戦に参戦した。LBTはシャシーを購入してF1に参戦した最後のチームであった。同チームはRAMとは独立して、マイク・アールが指揮するF2に参戦していたオニクス・レーシングによって運営された。アールはデ・ヴィロタを「最後の紳士ドライバー」と評している。デ・ヴィロタは技術的な知識を有していたが、彼の才能はF1世界選手権において平凡な車を持って自分自身を確立するには十分でなかった。
デ・ヴィロタはベルギー、モナコ、カナダ、アメリカ、オランダの5グランプリに参加した。ベルギーとモナコでは予備予選落ちし、残る3戦は予選落ちとなった。デ・ヴィロタは常にラップタイムが最も遅かった。例外はデトロイトグランプリでテスト不足の新型BMWエンジンを搭載したブラバム・BT50をドライブしたネルソン・ピケを上回ったときのみだった。

### インターセリエ
1983年の春にヴァルター・レヒナーはRM08シャシーを購入した。レヒナーはそのシャシーで1983年5月から1984年10月までインターセリエの7戦に参加した。レヒナーは1983年5月、9月のオーストリアで行われたレースで勝利を挙げている。

## F1における全成績
(key) （太字はポールポジション）
| 年     | チーム                     | ドライバー             | No. | 1   | 2   | 3   | 4   | 5    | 6    | 7   | 8   | 9    | 10  | 11  | 12  | 13  | 14  | 15  | 16  | ポイント | 順位 |
| ------ | -------------------------- | ---------------------- | --- | --- | --- | --- | --- | ---- | ---- | --- | --- | ---- | --- | --- | --- | --- | --- | --- | --- | -------- | ---- |
| 1982年 |                            |                        |     | RSA | BRA | USW | SMR | BEL  | MON  | DET | CAN | NED  | GBR | FRA | GER | AUT | SUI | ITA | CPL | 0        | -    |
| 1982年 | マーチ・グランプリ・チーム | ヨッヘン・マス         | 17  | 12  | 8   | 8   |     | DNF  | DNQ  | 7   | 11  | DNF  | 10  | DNF |     |     |     |     |     | 0        | -    |
| 1982年 | マーチ・グランプリ・チーム | ルパート・キーガン     | 17  |     |     |     |     |      |      |     |     |      |     |     | DNQ | DNF | DNF | DNQ | 12  | 0        | -    |
| 1982年 | マーチ・グランプリ・チーム | ラウル・ボーセル       | 18  | 15  | DNF | 10  |     | 8    | DNPQ | DNF | DNF | DNF  | DNQ | DNQ | DNF | DNQ | DNF | DNQ | 10  | 0        | -    |
| 1982年 | LBTチーム・マーチ          | エミリオ・デ・ヴィロタ | 19  |     |     |     |     | DNPQ | DNPQ | DNQ | DNQ | DNPQ |     |     |     |     |     |     |     | 0        | -    |

## 参照
1. ↑  David Hodges: A-Z of Grand Prix Cars 1906-2001, 2001 (Crowood Press), ISBN 1-86126-339-2, S. 147.
2. 1 2  David Hodges: Rennwagen von A–Z nach 1945, Motorbuch Verlag Stuttgart 1993, ISBN 3-613-01477-7, S. 165.
3. ↑  Mike Lawrence: March, The Rise and Fall of a Motor Racing Legend. MRP, Orpington 2001, ISBN 1-899870-54-7, S. 139.
4. ↑  David Hodges: A–Z of Grand Prix Cars 1906–2001, 2001 (Crowood Press), ISBN 1-86126-339-2, S. 196.
5. 1 2 3 4 5  Mike Lawrence: March, The Rise and Fall of a Motor Racing Legend. MRP, Orpington 2001, ISBN 1-899870-54-7, S. 142.
6. ↑  Pierre Ménard: La Grande Encyclopédie de la Formule 1, 2. Auflage, St. Sulpice, 2000, ISBN 2-940125-45-7, S. 387.
7. 1 2  David Hodges: A–Z of Grand Prix Cars 1906–2001, 2001 (Crowood Press), ISBN 1-86126-339-2, S. 142.
8. ↑  Mike Lawrence: March, The Rise and Fall of a Motor Racing Legend. MRP, Orpington 2001, ISBN 1-899870-54-7, S. 140.
9. ↑  David Hodges: Rennwagen von A–Z nach 1945, Motorbuch Verlag Stuttgart 1993, ISBN 3-613-01477-7, S: 166.
10. ↑  Mike Lawrence: March, The Rise and Fall of a Motor Racing Legend. MRP, Orpington 2001, ISBN 1-899870-54-7, S. 141.
11. ↑  Adriano Cimarosti: Das Jahrhundert des Rennsports, 1. Auflage Stuttgart 1997, ISBN 3-613-01848-9, S. 320.
12. 1 2  Ferdi Krähling, Gregor Messer: Sieg oder Selters. Die deutschen Fahrer in der Formel 1. Delius Klasing, Bielefeld, 2013, ISBN 978-3-7688-3686-9, S. S. 59.
13. ↑  カナダグランプリでボーセルはRM09を使用した。スタートのクラッシュでRM09はダメージを受け、ボーセルはRM10に乗り換え再スタートした。
14. ↑  フランスでボーセルはRM10をプラクティスセッションで使用した。ボーセルが予選落ちした後、マスがレースでRM10を使用した。
15. ↑  ドイツでマスは1回目のプラクティスセッションにRM11を使用した。彼は前戦のフランスで負傷していたため、最初のトレーニングスケジュールの後に参加した。その後、キーガンが週末にRM11を使用した。
16. ↑  Mike Lawrence: March, The Rise and Fall of a Motor Racing Legend. MRP, Orpington 2001, ISBN 1-899870-54-7, S. 144.
17. ↑  Mike Lawrence: March, The Rise and Fall of a Motor Racing Legend. MRP, Orpington 2001, ISBN 1-899870-54-7, S. 143.
18. ↑  Statistik des March 821 RM08 auf der Internetseite www.oldracingcars.com (abgerufen am 25. April 2014).